# Терли (Оклахома)
Терли (енгл. Turley) насељено је место без административног статуса у америчкој савезној држави Оклахома.

## Демографија
По попису из 2010. године број становника је 2.756, што је 475 (-14,7%) становника мање него 2000. године.
| Група             | 2000.         | 2010.         |
| Белци             | 2.096 (64,9%) | 1.587 (57,6%) |
| Афроамериканци    | 465 (14,4%)   | 381 (13,8%)   |
| Азијати           | 12 (0,4%)     | 23 (0,8%)     |
| Хиспаноамериканци | 123 (3,8%)    | 306 (11,1%)   |
| Укупно            | 3.231         | 2.756         |